# Tobipuranga ybyra
Tobipuranga ybyra là một loài bọ cánh cứng trong họ Cerambycidae.